# Santa Maria del Buon Viaggio
Santa Maria del Buon Viaggio ou Igreja de Nossa Senhora da Boa Viagem é uma igreja de Roma, Itália, localizada no rione Trastevere, na via del Porto di Ripa Grande. É dedicada a Nossa Senhora da Boa Viagem e uma igreja subsidiária da paróquia de San Francesco d'Assisi a Ripa Grande.

## História
Esta igreja foi construída perto da margem do Tibre e era chamada antigamente de Santa Maria della Torre, uma referência às várias torres que existiam na região no passado com o objetivo de defender a cidade de ataques dos sarracenos rio acima.  Esta igreja foi demolida por Carlo Fontana quando ele ampliou o "Complexo de São Miguel" e uma nova igreja para os marinheiros foi construída no interior do complexo, mas com uma entrada separada. Porém, Fontana não queria atrapalhar a aparência uniforme de seu projeto, e, por isso, poucos notam a existência da igreja, que está fechada pelo menos desde o ano 2000.
O nome atual deriva de uma imagem de Nossa Senhora da Boa Viagem (em italiano:  Madonna del buon viaggio), venerada por um tempo no porto, hoje conservada na igreja e peça-central na procissão na festa da Candelária, realizada anualmente pela Confraria da igreja de Santa Maria dell'Orto.
A igreja foi concedida pelo papa Gregório XIII aos Clérigos da Doutrina Cristã através de uma bula de 11 de fevereiro de 1578. A partir do papa Alexandre VII, cada barco que atracasse no Porto di Ripa Grande deveria pagar à igreja uma contribuição de um júlio por ano.
Em 1941, a igreja foi cedida aos Padres da Pequena Missão, que trataram de surdos e pessoas com deficiências mentais no local por algum tempo. O orfanato / ospizio foi sendo fechado em estágios ao longo do século XX e os edifícios foram, em maior ou menor grau, sendo deixados vazios ou realizando funções temporárias. Uma reforma séria iniciou no século XXI, patrocinada pelo Ministério pelos Bens e Atividades Culturais da Itália, e hoje complexo abriga exibições e atividades culturais. A igreja, apesar de não ter sido desconsagrada oficialmente, está sem uso. 
A devoção à Nossa Senhora da Boa Viagem é muito popular em Palermo, na Sicília, e ocorre também em outros lugares da Itália, como Montepulciano. A igreja está sendo mantida hoje pela vizinha Santa Maria dell'Orto.